# Revykongen Ziegfeld
 Der er for få eller ingen kildehenvisninger i denne artikel, hvilket er et problem. Du kan hjælpe ved at angive troværdige kilder til de påstande, som fremføres i artiklen.

Revykongen Ziegfeld er en amerikansk musicalfilm fra 1936. Filmen 3 Oscars, heriblandt for Bedste film. Filmen er baseret på revykongen Florenz Edward Ziegfeld Jr.'s (21. marts 1867 – 22. juli 1932) liv og virke.

## Handling
Sønnen til en højt respekteret musikprofessor Florenz "Flo" Ziegfeld, Jr. længes efter at gøre sig bemærket i showbranchen. Han begynder ved at promovere verdens stærkeste mand Eugen Sandow på Chicago Worlds Fair i 1893 ved at udkonkurrer rivalen Billings og hans populære attraktion i form af mavedanseren Little Egypt med kyndig markedsføring (så kvinder kan mærke Sandows muskler).
Ziegfeld vender tilbage til sin far og unge Mary Lou på Chicago Musical College og tager til San Francisco, hvor han og Sandow anses for svindelere for at lave et show, hvor Sandow står ansigt til ansigt med en løve, som falder i søvn så snart den er sluppet ud af Buret. Flo rejser til England på en ocean liner, hvor han løber ind i Billings igen, som griner ad en avisartikel, der kalder ham for en svindler.
Flo opdager at Billings er på vej for at underskrive en kontrakt med den smukke franske stjerne Anna Held. På trods af at han mister alle sine hasardspil i Monte Carlo charmere Flo Anna til at underskrive med ham i stedet og lader som om at han ikke kender Billings. Anna afviser ham næsten to gange for sin uhøflighed og for at være flad før han afslører, at hun værdsætter hans ærlighed. Ziegfeld lover at give hende "mere publicity end hun nogensinde drømmer om" og at præsentere hende sammen med Amerikas mest fremtrædende scenekunstnere.
I første omgang er Annas forestilling på Herald Square Theatre ikke en succes. Flo skaber midlertidigt reklame ved at sende 20 gallons (75.7082 liter) mælk til Anna hver dag som en fiktiv mælkebad-skønhedsbehandling og nægter at betale regningen. Avishistorierne bringer snart nysgerrige til at fylde sit teater og Ziegfeld introducerer otte nye kunstnere til at hente hende. Publikum kommenterer hvordan mælken skal gøre hendes hud smuk og showet er en stor succes. Flo sender Anna blomster og smykker og et notat, der siger "du var storslået min kone" og hun siger ja til at gifte sig med ham mens hun pralende viser sine nye diamanter til sine medspillere.
Men én succes er ikke nok for showmanden Flo. Han har en idé til et helt ny slags show med en sværm af blondiner og brunetter, som vil "glorificer" den amerikanske pige. Det nye show The Ziegfeld Follies er en overdådig produktion fyldt med meget smukke kvinder, ekstravagante kostumer og kulisser. Det er et kæmpe hit og efterfølges af flere versioner af Follies.
Ziegfeld forsøger at lave en stjerne ud af alkoholikeren Audrey Dane og han lokker Fanny Brice væk fra vaudeville; overdynger begge med overdådige gaver. Han giver også sceneansvarlig Ray Bolger sin pause. Mary Lou, der er nu en ung kvinde besøger Ziegfeld, som ikke genkender hende umiddelbart og ansætter hende som danser.
Den nye produktion skuffer Anna, der indser at Flos verden ikke kun drejer sig om hende og hun bliver misundelig over den opmærksomhed han giver til Audrey. Hun lader sig skille fra ham efter at have gået ind på Flo og en fuld Audrey på det forkerte tidspunkt. Audrey forlader Flo og showet efter en ophedet konfrontation. Bankerot låner Flo penge fra Billings for tredje gang til det nye show.
Flo møder den rødhårede Broadway-stjerne Billie Burke og gifter sig med hende. Da Anna hører nyhederne ringer hun hjerteknust til Flo og lader som om at hun er glad på hans vegne. Flo og Billie får senere en datter ved navn Patricia.
Flos nye shows er en succes, men efter et stykke tid ændrer publikum smag og folk begynder at spekulere om tiderne ikke har passeret ham. Efter en række negative anmeldelser i pressen overhører Flo tre mænd i en frisørsalong, som siger at han aldrig vil producere et andet hit. Oprørt sætter han sig for at have fire hits på Broadway på samme tid.
Han opnår sit mål med hittene Show Boat (1927), Rio Rita (1927), Whoopee! (1928) og De tre musketerer og investerer over $1 million (US $ 13.947.674 i 2016 dollars) af sin indtjeninger på aktiemarkedet. Men bankkrakket i 1929 fallitter ham og tvinger Billie til at vende tilbage til scenen.
Økonomisk ruineret og den voksende popularitet af film over teater gør ikke situationen bedre og han bliver til og med også alvorligt syg. Billings giver ham et venligt besøg og de to mænd er enige om at blive partnere i en ny og endnu større produktion af The Ziegfeld Follies. Men virkeligheden er at begge mænd er på fallittens rand og Ziegfeld indser dette. I den sidste scene i sin lejlighed med udsigt over Ziegfeld-teatret ser man Flo i en halv febervidlnse erindre scener fra flere af sine hits, hvor til sidst udbryder: "Jeg skal have flere trin højere, højere" inden han falder over død i sin stol.